# Александър Попов (плувец)
Вижте пояснителната страница за други личности с името Александър Попов.
Александър Попов (на руски: Алекса́ндр Влади́мирович Попо́в) е изтъкнат съветски и руски плувец, както и руски спортен функционер.
Роден е в ЗАТО гр. Свердловск-45 (днес Лесной), Свердловска област, РСФСР, СССР на 16 ноември 1971 г.
Започва да се занимава с плуване на 7-годишна възраст, на 10 године печели първите съревнования на дистанция 25 метра. Завършва Волгоградския институт по физическа култура.
Той е 4-кратен олимпийски шампион, 6-кратен световен шампион, 21-кратен европейски шампион, сред водещите плувци на световно ниво през 1990-те години.
Широко смятан за най-великия спринтов плувец в историята, печели златото на 50 метра и 100 метра свободен стил на Олимпиадата през 1992 г. и повтаря постижението на Олимпиадата през 1996 г., като е единственият плувец в историята на Олимпийските игри, защитил 2 пъти тези 2 
титли. Държи световния рекорд на 50 м в продължение на 8 години и на 100 м в продължение на 6 год. Печели, на 31 години, злато на 50 м и 100 м на Световното първенство през 2003 г.
Обявява, че се оттегля от състезания през януари 2005 г.
Избран е за член на Международния олимпийски комитет през декември 1999 г. Член е на Изпълкома на Руския олимпийски комитет и на Надзорния съвет на Общоруската федерации по плуване (2017).
Удостоен е със званието „Заслужил майстор на спорта на СССР“ от 1992 г., награден е с орден „За заслуги пред Отечеството“ III степен (26 август 1996) и Орден на дружбата. Избран е за знаменосец на Русия на олимпийските игри през 2004 г.

## Медали

### Олимпийски игри
|                | 50 m  | 100 m  | Щафета 4х100 m | Щафета съчетано 4x100 m |
| -------------- | ----- | ------ | -------------- | ----------------------- |
| Барселона 1992 | Злато | Злато  | Сребро         | Сребро                  |
| Атланта 1996   | Злато | Злато  | Сребро         | Сребро                  |
| Сидни 2000     | —     | Сребро | —              | —                       |

### Световни първенства
|                | 50 m  | 100 m  | Щафета 4х100 m | Щафета съчетано 4x100 m |
| -------------- | ----- | ------ | -------------- | ----------------------- |
| Рим 1994       | Злато | Злато  | Сребро         | Сребро                  |
| Пърт 1998      | Злато | Сребро | Бронз          | —                       |
| Барселона 2003 | Злато | Злато  | Злато          | Сребро                  |

### Световни първенства на 25m басейн
|             | 50 m  | Щафета 4х100 m |
| ----------- | ----- | -------------- |
| Москва 2002 | Бронз | Бронз          |

### Европейски първенства
|               | 50 m  | 100 m  | Щафета 4х100 m | Щафета съчетано 4x100 m |
| ------------- | ----- | ------ | -------------- | ----------------------- |
| Атина 1991    | —     | Злато  | Злато          | Злато                   |
| Шефилд 1993   | Злато | Злато  | Злато          | Злато                   |
| Виена 1995    | Злато | Злато  | Злато          | Злато                   |
| Севиля 1997   | Злато | Злато  | Злато          | Злато                   |
| Истанбул 1999 | Бронз | Сребро | Сребро         | Бронз                   |
| Хелзинки 2000 | Злато | Злато  | Злато          | Злато                   |
| Берлин 2002   | —     | Сребро | —              | Бронз                   |
| Хелзинки 2004 | Злато | —      | —              | —                       |